# SN 1999fz
SN 1999fz – supernowa typu Ia, odkryta 18 listopada 1999 roku w galaktyce UGC 8164. W momencie odkrycia miała maksymalną jasność 15,20m.